# Carlos María de la Torre

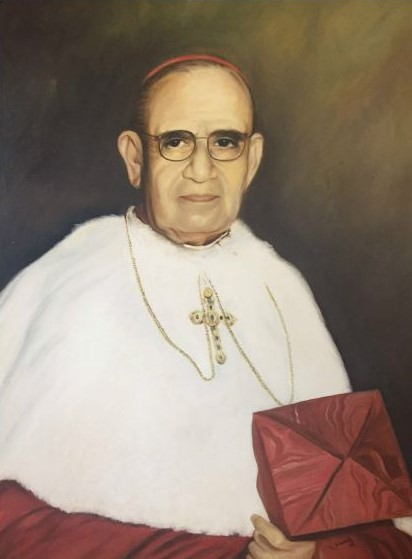
Carlos María Kardinal de la Torre

Kardinalswappen

Carlos María Javier Kardinal de la Torre Nieto (* 14. November 1873 in Quito; † 31. Juli 1968 ebenda) war ein ecuadorianischer Kardinal und Erzbischof von Quito.

## Leben
Carlos María de la Torre studierte Katholische Theologie und Philosophie im Priesterseminar in Quito und am Päpstlichen lateinamerikanischen Kolleg „Pius“ in Rom. 1896 wurde er an der Päpstlichen Universität Gregoriana in Philosophie und in Theologie promoviert, 1906 in Kanonischem Recht.
Er empfing am 19. Dezember 1896 das Sakrament der Priesterweihe. Anschließend arbeitete er bis 1911 als Seelsorger in der Erzdiözese Quito (in Machachi und Pelileo) und als Dozent am dortigen Priesterseminar. Darüber hinaus nahm er verschiedene Aufgaben in der Administration des Erzbistums wahr.
Am 30. Dezember 1911 ernannte ihn Papst Pius X. zum Bischof von Loja; die Bischofsweihe spendete ihm am 26. Mai 1912 der Erzbischof von Quito, Federico González Suárez, Mitkonsekratoren waren Manuel María Pólit, Bischof von Cuenca, und Juan María Riera, Bischof von Guayaquil. 1919 erfolgte die Ernennung durch Papst Benedikt XV. zum Bischof von Riobamba. Papst Pius XI. übertrug ihm 1926 die Leitung des Bistums Guayaquil und ernannte ihn 1933 zum Erzbischof von Quito.
Papst Pius XII. nahm Carlos María de la Torre im Konsistorium am 12. Januar 1953 als Kardinalpriester der pro hac vice zur Titelkirche erhobenen Titeldiakonie Santa Maria in Aquiro in das Kardinalskollegium auf. Er war der erste Kardinal aus Ecuador. Bei mehreren Anlässen vertrat er den Papst als päpstlicher Legat. Nach dem Tod des Papstes nahm er am Konklave 1958 teil. Er nahm an der ersten Session des Zweiten Vatikanischen Konzils teil. Am Konklave 1963 nahm der fast 90-jährige Kardinal aus gesundheitlichen Gründen nicht mehr teil.
Carlos María de la Torre legte die Leitung des Erzbistums Quito 1967 nieder und starb im Jahr darauf am 31. Juli in der Hauptstadt Ecuadors, wo er in der Kathedrale beigesetzt wurde.